# Артемьев, Сергей (рэндзист)
Сергей Артемьев — российский рэндзист, чемпион России 2011 года, двукратный победитель командного чемпионата мира в составе сборной России (2002, 2006).

## Биография
Успешно отбирался и участвовал в финальной стадии чемпионата России, начиная с 2003 года. В 2005 году завоевал серебро, в 2011 стал чемпионом России. Дважды участвовал в финальной стадии чемпионата мира, заняв 4 место в 2005 году и 11 место в 2011.